# 2015年のMLBドラフト
2015年のMLBドラフト（2015 First-Year Player Draft）とは、2015年6月に行われたMLBのアマチュアドラフトである。
前年のドラフト全体1位でヒューストン・アストロズがブレイディ・エイケンを指名したが、契約が成立しなかったため、全体2位の指名権が与えられた。

## 1巡目指名
|  | = オールスター |  | = WBC出場  |  |
|  | = MLB未出場    |  | = 契約せず |  |

| 順位 | 選手                         | チーム                         | 守備位置 | 学校                                               |
| ---- | ---------------------------- | ------------------------------ | -------- | -------------------------------------------------- |
| 1    | ダンズビー・スワンソン       | アリゾナ・ダイヤモンドバックス | 遊撃手   | ヴァンダービルト大学                               |
| 2    | アレックス・ブレグマン       | ヒューストン・アストロズ       | 遊撃手   | ルイジアナ州立大学                                 |
| 3    | ブレンダン・ロジャース       | コロラド・ロッキーズ           | 遊撃手   | レイクメアリー高等学校                             |
| 4    | ディロン・テイト             | テキサス・レンジャーズ         | 投手     | カリフォルニア大学サンタバーバラ校                 |
| 5    | カイル・タッカー             | ヒューストン・アストロズ       | 外野手   | H.B.プラント高等学校                               |
| 6    | タイラー・ジェイ             | ミネソタ・ツインズ             | 投手     | イリノイ大学アーバナ・シャンペーン校               |
| 7    | アンドリュー・ベニンテンディ | ボストン・レッドソックス       | 外野手   | アーカンソー大学                                   |
| 8    | カーソン・フルマー           | シカゴ・ホワイトソックス       | 投手     | ヴァンダービルト大学                               |
| 9    | イアン・ハップ               | シカゴ・カブス                 | 外野手   | シンシナティ大学                                   |
| 10   | コーネリアス・ランドルフ     | フィラデルフィア・フィリーズ   | 遊撃手   | グリフィン高等学校                                 |
| 11   | タイラー・スティーブンソン   | シンシナティ・レッズ           | 捕手     | ケネソー・マウンテン高等学校                       |
| 12   | ジョシュ・ネイラー           | マイアミ・マーリンズ           | 一塁手   | セント・ジョアン・オブ・アーク・カトリック高等学校 |
| 13   | ギャレット・ウィットリー     | タンパベイ・レイズ             | 外野手   | ニスカユナ高等学校                                 |
| 14   | コルビー・アラード           | アトランタ・ブレーブス         | 投手     | サンクレメンテ高等学校                             |
| 15   | トレント・グリシャム         | ミルウォーキー・ブルワーズ     | 外野手   | リッチランド高等学校                               |
| 16   | ジェームズ・カプリーリアン   | ニューヨーク・ヤンキース       | 投手     | カリフォルニア大学ロサンゼルス校                   |
| 17   | ブレイディ・エイケン         | クリーブランド・インディアンス | 投手     | IMGアカデミー                                      |
| 18   | フィル・ビックフォード       | サンフランシスコ・ジャイアンツ | 投手     | 南ネバダ大学                                       |
| 19   | ケビン・ニューマン           | ピッツバーグ・パイレーツ       | 遊撃手   | アリゾナ大学                                       |
| 20   | リッチー・マーティン         | オークランド・アスレチックス   | 遊撃手   | フロリダ大学                                       |
| 21   | アッシュ・ラッセル           | カンザスシティ・ロイヤルズ     | 投手     | カセドラル高等学校                                 |
| 22   | ボー・バロウズ               | デトロイト・タイガース         | 投手     | ウェザーフォード高等学校                           |
| 23   | ニック・プラマー             | セントルイス・カージナルス     | 外野手   | ブラザーライス高等学校                             |
| 24   | ウォーカー・ビューラー       | ロサンゼルス・ドジャース       | 投手     | ヴァンダービルト大学                               |
| 25   | DJ・スチュワート             | ボルチモア・オリオールズ       | 外野手   | フロリダ州立大学                                   |
| 26   | テイラー・ウォード           | ロサンゼルス・エンゼルス       | 捕手     | カリフォルニア州立大学フレズノ校                   |

## 1巡目補足指名
この年は10名がクオリファイング・オファー（1530万ドル）を拒否し、他球団へ移籍した。
| 順位 | 選手                         | チーム                         | 守備位置 | 学校                               |
| ---- | ---------------------------- | ------------------------------ | -------- | ---------------------------------- |
| 27   | マイク・ニコラック           | コロラド・ロッキーズ           | 投手     | ストラウズバーグ高等学校           |
| 28   | マイク・ソロカ               | アトランタ・ブレーブス         | 投手     | ビショップ・キャロル高等学校       |
| 29   | ジョン・ハリス               | トロント・ブルージェイズ       | 投手     | ミズーリ州立大学                   |
| 30   | カイル・ホルダー             | ニューヨーク・ヤンキース       | 遊撃手   | サンディエゴ大学                   |
| 31   | クリス・ショウ               | サンフランシスコ・ジャイアンツ | 一塁手   | ボストンカレッジ                   |
| 32   | ケブライアン・ヘイズ         | ピッツバーグ・パイレーツ       | 三塁手   | コンコルディア・ルーテラン高等学校 |
| 33   | ノーラン・ワトソン           | カンザスシティ・ロイヤルズ     | 投手     | ローレンス・ノース高等学校         |
| 34   | クリスティン・スチュワート   | デトロイト・タイガース         | 外野手   | テネシー大学                       |
| 35   | カイル・ファンクハウザー*    | ロサンゼルス・ドジャース       | 投手     | ルイビル大学                       |
| 36   | ライアン・マウントキャッスル | ボルチモア・オリオールズ       | 遊撃手   | ハガティ高等学校                   |

- *未契約

## 戦力均衡ラウンドA
| 順位 | 選手                     | チーム                         | 守備位置 | 学校                                               |
| ---- | ------------------------ | ------------------------------ | -------- | -------------------------------------------------- |
| 37   | ダズ・キャメロン         | ヒューストン・アストロズ       | 外野手   | イーグルス・ランディング・クリスチャン・アカデミー |
| 38   | タイラー・ネビン         | コロラド・ロッキーズ           | 三塁手   | パウウェイ高等学校                                 |
| 39   | ジェイク・ウッドフォード | セントルイス・カージナルス     | 投手     | H.B.プラント高等学校                               |
| 40   | ネイサン・カービー       | ミルウォーキー・ブルワーズ     | 投手     | バージニア大学                                     |
| 41   | オースティン・ライリー   | アトランタ・ブレーブス         | 三塁手   | デソト・セントラル高等学校                         |
| 42   | トリストン・マッケンジー | クリーブランド・インディアンス | 投手     | ロイヤル・パームビーチ高等学校                     |

## その他の注目指名
| 巡目 | 順位 | 選手                         | チーム                         | 守備位置 | 学校                                         |
| ---- | ---- | ---------------------------- | ------------------------------ | -------- | -------------------------------------------- |
| 2    | 43   | アレックス・ヤング           | アリゾナ・ダイヤモンドバックス | 投手     | テキサスクリスチャン大学                     |
| 2    | 44   | ピーター・ランバート         | コロラド・ロッキーズ           | 投手     | サンディマス高等学校                         |
| 2    | 48   | スコット・キンガリー         | フィラデルフィア・フィリーズ   | 遊撃手   | ザビエル高校                                 |
| 2    | 55   | コディ・ポンセ               | ミルウォーキー・ブルワーズ     | 投手     | カリフォルニア州立ポリテクニック大学ポモナ校 |
| 2    | 64   | ジョシュ・ストゥーモント     | カンザスシティ・ロイヤルズ     | 投手     | バイオラ大学                                 |
| 2    | 65   | タイラー・アレクサンダー     | デトロイト・タイガース         | 投手     | テキサスクリスチャン大学                     |
| 2    | 69   | ブレイク・パーキンス         | ワシントン・ナショナルズ       | 外野手   | バラード高校                                 |
| 2    | 70   | ジャーメイ・ジョーンズ       | ロサンゼルス・エンゼルス       | 外野手   | ウエスレヤン・スクール                       |
| 2    | 71   | タナー・レイニー             | シンシナティ・レッズ           | 投手     | 西アラバマ大学                               |
| 2    | 74   | ジョシュ・スボーツ           | ロサンゼルス・ドジャース       | 投手     | バージニア大学                               |
| 2    | 75   | A.J.ミンター                 | アトランタ・ブレーブス         | 投手     | テキサスA&M大学                              |
| 3    | 76   | テイラー・クラーク           | アリゾナ・ダイヤモンドバックス | 投手     | チャールストン大学                           |
| 3    | 87   | ブランドン・ロウ             | タンパベイ・レイズ             | 二塁手   | メリーランド州立大学                         |
| 3    | 92   | トレバー・ステファン         | ニューヨーク・ヤンキース       | 投手     | アーカンソー大学                             |
| 3    | 99   | ドリュー・スミス             | デトロイト・タイガース         | 投手     | ダラス・バプティスト大学                     |
| 3    | 100  | ハリソン・ベイダー           | セントルイス・カージナルス     | 外野手   | フロリダ大学                                 |
| 3    | 102  | ギャレット・クレービンジャー | ボルチモア・オリオールズ       | 投手     | オレゴン大学                                 |
| 3    | 105  | ジョーダン・ヒックス         | セントルイス・カージナルス     | 投手     | サイプレス・クリーク高等学校                 |
| 4    | 116  | コディ・ポティート           | マイアミ・マーリンズ           | 投手     | カリフォルニア大学ロサンゼルス校             |
| 4    | 131  | ポール・デヨング             | セントルイス・カージナルス     | 遊撃手   | イリノイ州立大学                             |
| 5    | 136  | ライアン・バー               | アリゾナ・ダイヤモンドバックス | 投手     | アリゾナ州立大学                             |
| 5    | 139  | トレント・ソーントン         | ヒューストン・アストロズ       | 投手     | ノースカロライナ州立大学                     |
| 5    | 148  | ベイリー・ファルター         | フィラデルフィア・フィリーズ   | 投手     | チノヒルズ高校                               |
| 5    | 157  | ブランドン・ワデル           | ピッツバーグ・パイレーツ       | 投手     | バージニア州立大学                           |
| 5    | 161  | ライアン・ヘルズリー         | セントルイス・カージナルス     | 投手     | ノースイースタン州立大学                     |
| 6    | 175  | ジミー・ハーゲット           | シンシナティ・レッズ           | 投手     | サウスフロリダ大学                           |
| 6    | 187  | JT・ブルベイカー             | ピッツバーグ・パイレーツ       | 投手     | アクロン大学                                 |
| 6    | 196  | デビッド・フレッチャー       | ロサンゼルス・エンゼルス       | 遊撃手   | ロヨラ・メリーマウント大学                   |
| 6    | 198  | ディラン・ムーア             | テキサス・レンジャーズ         | 遊撃手   | セントラルフロリダ大学                       |
| 7    | 207  | トレバー・メギル             | テキサス・レンジャーズ         | 投手     | ロヨラ・メリーマウント大学                   |
| 7    | 208  | ジェイク・クロネンワース     | タンパベイ・レイズ             | 二塁手   | ミシガン州立大学                             |
| 8    | 229  | ネイサン・ルークス           | クリーブランド・インディアンス | 外野手   | カリフォルニア州立大学サクラメント校         |
| 8    | 229  | ギャレット・スタッブス       | フィラデルフィア・フィリーズ   | 捕手     | ウェストメンフィス高校                       |
| 8    | 236  | クリス・パダック             | マイアミ・マーリンズ           | 投手     | シーダーパーク高校                           |
| 8    | 242  | ダニー・ヤング               | トロント・ブルージェイズ       | 投手     | フロリダ大学                                 |
| 9    | 258  | ピート・フェアバンクス       | テキサス・レンジャーズ         | 投手     | ミズーリ大学                                 |
| 9    | 260  | ラマン・ウェイド・ジュニア   | ミネソタ・ツインズ             | 外野手   | メリーランド大学カレッジパーク               |
| 11   | 319  | パトリック・サンドバル       | ヒューストン・アストロズ       | 投手     | ミッションビエホ高校                         |
| 12   | 349  | マイルズ・ストロー           | ヒューストン・アストロズ       | 外野手   | セントジョンスリバー州立大学                 |
| 12   | 355  | アレクシス・ディアス         | シンシナティ・レッズ           | 投手     | フアン・ホセ・マウネス高等学校               |
| 13   | 403  | セドリック・マリンズ         | ボルチモア・オリオールズ       | 外野手   | キャンベル大学                               |
| 17   | 507  | トレイ・ウィンゲンター       | サンディエゴ・パドレス         | 投手     | オーバーン大学                               |
| 17   | 510  | エバン・フィリップス         | アトランタ・ブレーブス         | 投手     | ノースカロライナ大学ウィルミントン校         |
| 18   | 536  | カイル・ケラー               | マイアミ・マーリンズ           | 投手     | サウスイースタン・ルイジアナ大学             |
| 20   | 597  | フィル・メイトン             | サンディエゴ・パドレス         | 投手     | ルイジアナ工科大学                           |
| 21   | 632  | テイラー・ソーセド           | トロント・ブルージェイズ       | 投手     | テネシー・ウェスレヤン大学                   |
| 24   | 724  | サム・ハガーティ             | クリーブランド・インディアンス | 二塁手   | ニューメキシコ大学                           |
| 30   | 888  | ジェフリー・スプリングス     | テキサス・レンジャーズ         | 投手     | アパラチア州立大学                           |
| 34   | 1017 | タイ・フランス               | サンディエゴ・パドレス         | 二塁手   | サンディエゴ州立大学                         |
| 39   | 1185 | ジャレッド・ウォルシュ       | ロサンゼルス・エンゼルス       | 一塁手   | ジョージア大学                               |